# Ad Mures
Ad Mures era un forte romano che faceva parte della catena di postazioni militari presenti lungo il limes danubiano nel settore pannonico. Si trova nei pressi della cittadina di Ács
in Ungheria, nella provincia di Komárom-Esztergom.

## Forte
Il forte ausiliario, chiamato Ad Mures, fu qui posizionato dall'imperatore romano Traiano non molto distante dalla fortezza legionaria di Brigetio. Nel 1989 furono scoperti nei pressi della cittadina di Ács il muro orientale ed il vicino fossato della costruzione militare. È stato poi possibile individuare a sud del forte romano l'insediamento civile (vicus). Il lato settentrionale subì continue inondazioni a causa del vicino Danubio, tanto da costringere lo stesso Traiano a spostare il forte più a sud in modo similare a quanto aveva fatto con Ad Statuas. Nel 1817 furono scoperti altri edifici a volta romani. Recentemente l'archeologo Dennis Gabler ha potuto identificare altri due forti, oggetto di nuove indagini.